# Megaclite (satélite)
Megaclite o Júpiter XIX es el nombre de un satélite natural menor de Júpiter. Fue descubierto por un equipo de astrónomos de la universidad de Hawái conducido por Scott S. Sheppard en el año 2000, y al que se dio la designación temporal S/2000 J 8.
Megaclite tiene cerca de 5,4 kilómetros de diámetro, y se mueve en órbita alrededor de Júpiter en un promedio de 23.806.000 kilómetros. Tiene una inclinación de 150° con respecto a la elíptica (148° del ecuador de Júpiter), con una excentricidad de 0,308.
Fue nombrado en octubre de 2002 en honor a Megaclite, una de las amantes de Zeus citada en una fuente tardía.
Pertenece al grupo de Pasiphaë, lunas retrógradas irregulares que se mueven en órbitas alrededor de Júpiter en distancias que se extienden entre 22,8 y 24,1 Gm, y con las inclinaciones que se extienden entre 144,5° y 158,3°.
- Datos: Q17448
- Multimedia: Megaclite / Q17448